# Kano og kajak under sommer-OL 2020 – K4 500 m (herrer)
Herrernes 500 meter firerkajak under Sommer-OL 2020 finder sted den 7. august - 8. august 2020 på Sea Forest Waterway, der ligger i Tokyo Bay zonen.

## Medaljefordeling
| Medaljetagere                                                         | Medaljetagere                                                             | Medaljetagere                                                    | Medaljetagere |
| --------------------------------------------------------------------- | ------------------------------------------------------------------------- | ---------------------------------------------------------------- | ------------- |
| Guld                                                                  | Sølv                                                                      | Bronze                                                           |               |
| Tyskland · Max Rendschmidt · Ronald Rauhe · Tom Liebscher · Max Lemke | Spanien · Saúl Craviotto · Marcus Walz · Carlos Arévalo · Rodrigo Germade | Slovakiet · Samuel Baláž · Denis Myšák · Erik Vlček · Adam Botek |               |

## Format
Konkurrencen bliver indledt med to indledende heats. De to bedste fra hvert heat går til finalen, mens de øvrige mødes i én semifinale. Her går de fire bedste også videre til finalen.

## Kvalifikation
Hver NOC kan kvalificere én båd i klassen.
| Kvalifikation              | Dato                  | Vært   | Pladser | Kvalificeret |
| -------------------------- | --------------------- | ------ | ------- | --- |
| 2019 ICF Verdensmesterskab | 21. – 25. august 2019 | Ungarn | 10      | Tyskland · Spanien · Slovakiet · Ruslands Olympiske Komité · Ungarn · Portugal · Hviderusland · Canada · Australien · Japan · |
| Total                      |                       |        | 10      | |

## Tidsplan
Nedenstående tabel viser tidsplanen for afvikling af konkurrencen:
| Dato      | Tid   | Runde      |
| --------- | ----- | ---------- |
| 7. august | 10:28 | Heat 1     |
| 7. august | 10:35 | Heat 2     |
| 8. august | 10:19 | Semifinale |
| 8. august | 12:10 | Finale     |

## Resultater

### Heat 1
| Placering | Atlet | Nation | Tid | Note |
| --------- | ----- | ------ | --- | ---- |
| 1         |       |        |     |      |
| 2         |       |        |     |      |
| 3         |       |        |     |      |
| 4         |       |        |     |      |
| 5         |       |        |     |      |

### Heat 2
| Placering | Atlet | Nation | Tid | Note |
| --------- | ----- | ------ | --- | ---- |
| 1         |       |        |     |      |
| 2         |       |        |     |      |
| 3         |       |        |     |      |
| 4         |       |        |     |      |
| 5         |       |        |     |      |

### Semifinale
| Placering | Atlet | Nation | Tid | Note |
| --------- | ----- | ------ | --- | ---- |
| 1         |       |        |     |      |
| 2         |       |        |     |      |
| 3         |       |        |     |      |
| 4         |       |        |     |      |
| 5         |       |        |     |      |
| 6         |       |        |     |      |

### Finale
| Placering | Atlet | Nation | Tid | Note |
| --------- | ----- | ------ | --- | ---- |
| Guld      |       |        |     |      |
| Sølv      |       |        |     |      |
| Bronze    |       |        |     |      |
| 4         |       |        |     |      |
| 5         |       |        |     |      |
| 6         |       |        |     |      |
| 7         |       |        |     |      |
| 8         |       |        |     |      |